# Heliodor (Label)
Heliodor war ein deutsches Plattenlabel, das zur Deutschen Grammophon Gesellschaft gehörte.

## Geschichte

Heliodor-Single von Udo Jürgens, 1958

Die Deutsche Grammophon Gesellschaft mit Sitz in Hannover ließ sich die Rechte für den Namen Heliodor bereits am 29. Juli 1914 sichern. Um 1953/1954 wurde das Label neu gegründet. Es diente zunächst vor allem dazu, um Titel von unbekannteren Nachwuchskünstlern zu einem günstigeren Verkaufspreis als beim Schwesterlabel Polydor auf dem Markt zu bringen. Die Aufnahmen entsprachen technisch denen der Polydor und zahlreiche Interpreten konnten später dort oder bei anderen Schallplattenfirmen Karriere machen. So standen unter anderem Erni Bieler (als Kitty Sisters), Udo Jürgens, Lolita (als Ditta Zusa), Jimmy Makulis, Danny Marino und das Hazy-Osterwald-Sextett bei Heliodor unter Vertrag. Die Orchesterbegleitung stammte von namhaften Musikern wie Johannes Fehring, Bert Kaempfert (als Bob Parker) oder Hugo Strasser, die zur gleichen Zeit oder später ebenfalls für Polydor arbeiteten. Auf sogenannten EPs von Heliodor erschienen außerdem kabarettistische Lieder von Wolfgang Neuss und Wolfgang Müller aus den Filmen Das Wirtshaus im Spessart und Wir Wunderkinder (beide 1958).
Im gleichen Jahr gelang es der Deutschen Grammophon die deutschen Vertriebsrechte einiger US-amerikanischer Labels zu erwerben. Unter den Künstlern befanden sich einige Rock-’n’-Roll- und Popmusiker, deren Singles in Deutschland bis dahin teilweise auf dem Label London der Teldec erschienen waren. Seit Ende 1953 besaß die Deutsche Grammophon Lizenzen der US-amerikanischen Labels Brunswick und Coral. Da eine Veröffentlichung des neuen Materials auf diesen Labels aus rechtlichen Gründen nicht möglich war, erschienen die Aufnahmen ab Juni mit eigener Seriennummer unter der Bezeichnung USA Production auf Heliodor.

Heliodor-Single aus der Serie USA Production von Ray Peterson, 1960

Dank namhafter Rock-’n’-Roll- und Popmusik-Interpreten wie Frankie Avalon, The Chordettes, The Everly Brothers, Fabian, Johnny & The Hurricanes, Ray Peterson, Del Shannon oder Johnny Tillotson entwickelte sich Heliodor insbesondere bei Teenagern und sogenannten Halbstarken zu einer beliebten Marke. Für das Ausland besaß die Deutsche Grammophon teilweise zusätzliche Lizenzen, die dort ebenfalls auf dem Heliodor-Label herausgebracht wurden. Darunter befanden sich Aufnahmen von Fats Domino, Ricky Nelson und April Stevens. Gleichzeitig stellte man die Veröffentlichung deutscher Titel auf Heliodor weitgehend ein. Die entsprechenden Künstler wurden größtenteils von Polydor übernommen.
Weil der Markt für englischsprachige Musik in Deutschland Ende der 1950er Jahre noch klein war, wurden die Singles bei Heliodor in wesentlich geringeren Stückzahlen produziert als die des Schwesterlabels Polydor. Zahlreiche US-amerikanische Titel, die in Deutschland auf Heliodor erschienen, entwickelten sich erst durch deutschsprachige Coverversionen von Polydor-Stars wie Ted Herold, den Honey Twins oder Peter Kraus zu Verkaufserfolgen. Die wenigen englischsprachigen Titel, die eine Platzierung in den Hitparaden versprachen, erschienen weiterhin bei Polydor. Dementsprechend selten gelangten Schallplatten des kleineren Schwesterlabels in die Verkaufscharts.
Zum ersten Hit entwickelte sich der Instrumentaltitel Chi Chi der Studio-Band John Buck & His Blazers. Das Stück gelangte am 30. Januar 1960 für insgesamt neun Wochen in die Top Ten und erreichte den siebten Platz. Die deutschsprachige Version Tränen in deinen Augen von Ralf Paulsen wurde nicht weniger erfolgreich auf Polydor veröffentlicht. Johnny & The Hurricanes erreichten mit Down Yonder Platz 32. Im Februar 1961 kletterte Ray Peterson mit dem Titel Corinna, Corinna auf den sechsten Platz, der besten Chartposition einer Heliodor-Single. Wenig später erreichte Johnny Tillotson mit Poetry in Motion Rang 38 in Deutschland.
Während die Singles der Heliodor ausschließlich der Veröffentlichung von Popmusik dienten, vertrieb die Deutsche Grammophon auf Musikalben unter diesem Namen, jedoch mit anderem Logo, vorwiegend LPs mit klassischer Musik. Bis in die zweite Hälfte der 1970er Jahre brachte Heliodor vorwiegend ältere Aufnahmen der Deutschen Grammophon auf den Markt. Anfangs bestand das Angebot auch aus Produktionen osteuropäischer Plattenfirmen. Später erschienen Aufnahmen der amerikanischen Plattenfirma Westminster auf Heliodor in einer eigenen Serie mit eigenen Bestellnummern.
Mit dem Einzug britischer Beatmusik in die deutschen Charts, stellte die Deutsche Grammophon 1963/1964 die Produktion von Singles bei Heliodor gänzlich ein. Englischsprachige Popmusik aus Lizenzverträgen erschien ab 1965 vorwiegend auf dem Polydor-Label.